# Neivamyia flavicornis
Neivamyia flavicornis är en tvåvingeart som först beskrevs av Malloch 1928.  Neivamyia flavicornis ingår i släktet Neivamyia och familjen husflugor. Inga underarter finns listade i Catalogue of Life.